# 花江盾翅藤
花江盾翅藤（学名：Aspidopterys esquirolii）为金虎尾科盾翅藤属下的一个种。

## 扩展阅读
- 維基物種上的相關：花江盾翅藤